# Elías Muñoz
Elías Muñoz (3 de novembro de 1941) é um ex-futebolista mexicano que competiu na Copa do Mundo FIFA de 1966.